# SKD BKK
Die SKD BKK ist eine für in den Bundesländern Bayern, Baden-Württemberg, Bremen, Berlin, Hamburg, Hessen, Niedersachsen, Nordrhein-Westfalen, Saarland, Sachsen und Schleswig-Holstein lebende oder arbeitende Personen geöffnete Betriebskrankenkasse (BKK) mit Sitz in Schweinfurt.

## Geschichte
Zur Entstehung des Namens „SKD BKK“ schreibt das Unternehmen: „Die Bezeichnung SKD BKK entstand im Jahr 2000, als die Betriebskrankenkasse der SKF GmbH mit der BKK Düker fusionierte. In diesem Zuge wurde das D für Düker in den Namen eingebracht und dafür das F von SKF entfernt. Nachdem sich der Name SKD BKK in der Folgezeit recht gut etablieren konnte, wurde er auch bei den weiteren Fusionen beibehalten bzw. nicht mehr verändert.“
Die Ursprünge der Kasse liegen bei den Trägerunternehmen Brose Fahrzeugteile GmbH & Co. Kommanditgesellschaft, Düker GmbH & Co. KGaA und der Svenska Kullagerfabriken GmbH.